# Cléombrote d'Ambracie
Pour les articles homonymes, voir Cléombrote.
Cléombrote d'Ambracie (en grec ancien Κλεόμϐροτος) est un philosophe platonicien, natif d'Ambracie.

## Biographie
Cléombrote mourut en se précipitant dans la mer, sans autre raison qu’avoir lu le Phédon de Platon,. Ce Cléombrote est parfois confondu avec le philosophe cynique Théombrote.